# Cunninghamia
Cunninghamia is de botanische naam van een geslacht uit de cipresfamilie (Cupressaceae).

## Soorten
- Cunninghamia konishii
- Cunninghamia lanceolata